# 劉氏大眼鯛
劉氏大眼鯛（學名:Priacanthus liui），是一種已滅絕的大眼鯛，化石發現在台灣嘉義縣觸口的南莊層。由正模標本估計全長為13.73cm，最大體高為5.60cm（復原後體長約17.11cm，體高約5.06cm）。

## 命名
種名是紀念標本採集者及提供者，嘉義縣中埔國中教師劉猛松先生。

## 特徵
它的主要特徵為體呈橢圓形，口大、頭大及眼大，脊惟骨有23個，前鰓蓋骨有棘。以上五點與現生大眼鯛有最大相似。劉氏大眼鯛與現生大眼鯛最大的不同是吻部較短。其生存年代可能為暖水，與現代赤道及亞熱帶太平洋溫度類似，水深約20到50公尺之間，海水底質為粗砂質類。此劉氏大眼鯛是臺灣已發現的化石魚中地質年代最古老的化石魚類之一種。